# Louis Sankalé
Louis Sankalé, né le 2 novembre 1946 à Saint-Louis du Sénégal est un évêque catholique français, évêque de Cayenne puis de Nice de mars 2005 à août 2013.

## Biographie
Louis Sankalé est l'aîné des quatre enfants de Marc Sankalé (1921-2016), et de son épouse (1945) Yvette née Le Pelletier (1921-2015). Marc Sankalé était professeur de médecine aux universités de Dakar et Marseille, membre de l'Académie royale de Médecine de Belgique, ancien maire de Saint-Laurent-du-Maroni (1949-1950). Léopold Sédar Senghor était témoin au mariage de Marc Sankalé et d'Yvette Le Pelletier[réf. nécessaire].
Par son père, Louis Sankalé est issu d'une branche de la famille britannique Dodds, installée au Sénégal et devenue française, et qui a donné : 
- Alfred Dodds (1842-1922), général français, conquérant du Dahomey
- Prosper Dodds (1915-1973), père de la congrégation du Saint-Esprit, premier évêque de Saint-Louis du Sénégal.

Par sa mère, Louis Sankalé est issu d'une famille de Cayenne et de la Martinique.

### Formation
Après avoir vécu sa jeunesse au Sénégal, alors colonie française, il s'installa en France métropolitaine. Louis Sankalé est diplômé des Hautes Études commerciales (HEC Paris). Il a suivi ses études en vue de la prêtrise à Rome où il a obtenu une licence en théologie patristique de l'Université pontificale grégorienne et à l'Institut pontifical d'études arabes et d'islamologie où il a obtenu un certificat d'études islamologiques.
Il fut ordonné prêtre le 18 septembre 1976 pour le diocèse de Marseille.

### Principaux ministères
Après avoir été aumônier du mouvement Foi et lumière pour l'Italie, puis pour la France, il a été vicaire en paroisse et aumônier de collèges et lycées dans son diocèse de Marseille.
En 1983, il s'est engagé dans la branche sacerdotale de l'institut Notre-Dame de Vie. Il est retourné ensuite à Marseille en mission ouvrière dans les quartiers nord et aumônier des hôpitaux et du service diocésain des vocations.
En 1985, il est chargé de cours au centre diocésain de culture religieuse tout en gardant des ministères paroissiaux comme vicaire, puis curé de Notre-Dame-du-Mont, puis de la basilique du Sacré-Cœur.
En 1995, il est nommé vicaire épiscopal, chargé de la vie religieuse et des communautés nouvelles.
Nommé évêque de Cayenne le 27 juin 1998, il a été consacré le 27 septembre suivant par le cardinal Bernard Panafieu. Il est ensuite nommé évêque coadjuteur de Nice le 18 juin 2004, puis évêque titulaire de ce diocèse le 28 mars 2005.
Au sein de la Conférence des évêques de France, il est membre du Conseil pour l'unité des chrétiens et les relations avec le judaïsme.
Le 8 août 2013, sa démission de sa charge d'évêque pour raisons de santé est rendue publique, avec effet immédiat,. Un message destiné aux diocésains expliquant les raisons de cette décision est publié le même jour. Guy Thomazeau, archevêque émérite de Montpellier, est nommé simultanément comme administrateur apostolique pour gérer le diocèse de Nice jusqu'à la nomination d'un  nouvel évêque.
Depuis sa renonciation, il a obtenu une ceinture noire de karaté et travaille pour le cabinet Adgency-experts. Ses domaines d'expertise sont « Le leadership serviteur, Pentecôte et Babel, Apprivoiser l’adversité et Le pardon en entreprise » (sic)

## Prises de position
En 2004, alors évêque de Cayenne, il déclare à RFI qu'« il ne trouverait pas choquant qu’un jour les chrétiens de Guyane payent leur clergé ». La Guyane bénéficie en effet d'un régime particulier où le clergé catholique, et lui seul, est salarié par le Conseil général.

## Devise épiscopale
Sa devise épiscopale est : « Et exaltavit humiles » (« Il élève les humbles ») (paroles tirées du Magnificat).

## Ouvrages
Louis Sankalé est l'auteur de plusieurs livres de spiritualité : 
- Avec Marie au pas de l'Esprit, Le Sarment-Fayard, 1998 ;
- Thérèse, dis-nous ton secret, Le Sarment-Fayard, 1998 ;
- Demeurer en sa présence, Le Sarment-Fayard, 1998.